# Giulio Mastrototaro
Giulio Mastrototaro (Riva del Garda, 27 dicembre 1979) è un baritono italiano specializzato nel repertorio buffo e semiserio.

## Carriera
Inizia lo studio del canto lirico a 15 anni sotto la guida del Maestro Vito Maria Brunetti, con il quale si diploma - con il massimo dei voti - in "Canto Lirico" presso il Conservatorio Claudio Monteverdi di Bolzano. 
Parallelamente compie studi umanistici presso l'Università degli studi di Trento. 
Contribuiscono alla sua formazione anche gli incontri con Ivo Vinco e Giangiacomo Guelfi.
Debutta nel 2000 in Martino ne L'occasione fa il ladro di Rossini diretto da Nicola Luisotti a Trento.
Spesso ospite del Teatro alla Scala di Milano (Turco in Italia, Italiana in Algeri, Elisir d’amore, Tosca, Andrea Chénier), ha collaborato con i più importanti teatri e festival italiani, tra i quali: San Carlo di Napoli (Don Alfonso, Così fan tutte), Comunale di Firenze (Dulcamara), Comunale di Bologna, Santa Cecilia (Gianni Schicchi) e Costanzi di Roma (Iphigénie en Aulide), Festival Arena di Verona (Sagrestano), Teatro Filarmonico (Figaro, Nozze di Figaro; Falstaff nell'omonima opera di Salieri) Festival Verdi, Parma (Un giorno di Regno), Teatro Comunale di Cagliari (Dulcamara, Don Magnifico, Pacuvio), Rossini Opera Festival di Pesaro (Inganno Felice), Festival Torre del Lago (Ping, Turandot)…
Artista dalla carriera internazionale si esibisce all' estero presso: Festival di Salisburgo (Tosca), Covent Garden di Londra (Dulcamara), Berliner Staatsoper (Bartolo, Barbiere di Siviglia), Festival di Bregenz (Andrea Chénier), Theater an der Wien di Vienna, la Monnaie di Bruxelles (Figaro - Barbiere di Siviglia -  di Paisiello), Palau de les Arts di Valencia(Taddeo, Italiana in Algeri) Opéra de Lyon, (Don Geronio, Turco in Italia) Opéra de Lausanne (Don Geronio), Staatsoper di Stoccarda (Bartolo - Barbiere di Siviglia - Don Magnifico, Dulcamara) Deutsche Oper am Rhein (Dulcamara, Bartolo ne Barbiere di Siviglia), Oper Leipzig (Turco in Italia e Cenerentola), Teatr Wielki - Polish National Opera (Turco in Italia), Teatro São Carlos di Lisbona (Taddeo), Festival Rossini in Wildbad…
Ha cantato sotto le direzioni di Riccardo Muti, Zubin Mehta, Alberto Zedda (suo ultimo Bartolo in teatro),  Riccardo Chailly, Michele Spotti, Nicola Luisotti,  Daniel Oren, Antonino Fogliani,  Gustav Kuhn, Marco Armiliato,  Diego Fasolis, Rinaldo Alessandrini, Giovanni Antonini, Ottavio Dantone, Sergio Azzolini, Dmitri e Vladimir Jurowski, Ulf Schirmer,  Donato Renzetti, Francesco Ommassini, Michele Gamba, Sesto Quatrini, Giacomo Sagripanti, John Axelrod...
Vince nel 2004 il Concorso AsLiCo di Milano per il ruolo di Belcore ne L'elisir d'amore di Donizetti.
Nello stesso anno ottiene il premio come miglior interprete ne Pietro il Grande di Donizetti (inciso per Dynamic), al Festival della Valle d'Itria di Martina Franca.

## Repertorio
| Ruolo                         | Titolo                                | Autore             |
| ----------------------------- | ------------------------------------- | ------------------ |
| Don Pistacchio Folletto       | Lo sposo di tre e marito di nessuna   | Cherubini          |
| Conte Robinson                | Il matrimonio segreto                 | Cimarosa           |
| Sancho Pansa                  | Don Chisciotte                        | Francesco B. Conti |
| Bartolaccio                   | Don Checco                            | De Giosa           |
| Ser Cuccupis                  | Pietro il Grande                      | Donizetti          |
| Belcore Dulcamara             | L'elisir d'amore                      | Donizetti          |
| Carlo                         | Adelia                                | Donizetti          |
| Masotto                       | Le Nozze di Dorina                    | Galuppi            |
| Mathieu                       | Andrea Chénier                        | Giordano           |
| L‘ invalido                   | Siberia                               | Giordano           |
| Generaux Grecs                | Iphigenie en Aulide                   | Gluck              |
| Pierotto                      | Romilda e Costanza                    | Meyerbeer          |
| Bernardo                      | Don Chisciotte alle nozze di Gamaccio | Mercadante         |
| Figaro                        | Le nozze di Figaro                    | Mozart             |
| Don Alfonso Guglielmo         | Così fan tutte                        | Mozart             |
| Ficcanaso                     | Il convitato di pietra                | Pacini             |
| Giorgino                      | Il matrimonio inaspettato             | Paisiello          |
| Figaro                        | Il barbiere di Siviglia               | Paisiello          |
| Marcello schaunard            | La bohème                             | Puccini            |
| Sagrestano                    | Tosca                                 | Puccini            |
| Gianni Schicchi               | Gianni Schicchi                       | Puccini            |
| Ping                          | Turandot                              | Puccini            |
| Germano                       | La Scala di Seta                      | Rossini            |
| Slook                         | La cambiale di matrimonio             | Rossini            |
| Ormondo                       | L'inganno felice                      | Rossini            |
| Pacuvio                       | La pietra del paragone                | Rossini            |
| Martino                       | L'occasione fa il ladro               | Rossini            |
| Haly Taddeo                   | L'italiana in Algeri                  | Rossini            |
| Don Geronio Prosdocimo        | Il turco in Italia                    | Rossini            |
| Bartolo                       | Il barbiere di Siviglia               | Rossini            |
| Filippo                       | La gazzetta                           | Rossini            |
| Alidoro Dandini Don Magnifico | La Cenerentola                        | Rossini            |
| Isidoro                       | Matilde di Shabran                    | Rossini            |
| Fabrizio Vingradito           | La gazza ladra                        | Rossini            |
| Falstaff                      | Falstaff                              | Salieri            |
| Minnersänger                  | Guntram                               | R. Strauss         |
| Ottokar                       | Der Freischütz                        | Weber              |

## Discografia parziale
- Gaetano Donizetti, Pietro il grande, Dynamic (2004)
- Luigi Cherubini, Lo sposo di tre e marito di nessuna, Dynamic (2005)
- Gaetano Donizetti, Adelia, Sony (2005)
- Gioachino Rossini, La cambiale di matrimonio, Naxos (2006)
- Gioachino Rossini, La gazzetta, Naxos (2007)
- Giovanni Pacini, Il convitato di pietra, Naxos (2007)
- Gioachino Rossini, L'italiana in Algeri, Naxos (2009)
- Domenico Scarlatti, La dirindina, CPO (2011)
- Gioachino Rossini, La gazza ladra, Naxos (2015)

## Videografia parziale
- Il turco in Italia Bongiovanni (2011)
- Andrea Chénier Major (2011)